# Mòng két Brazil

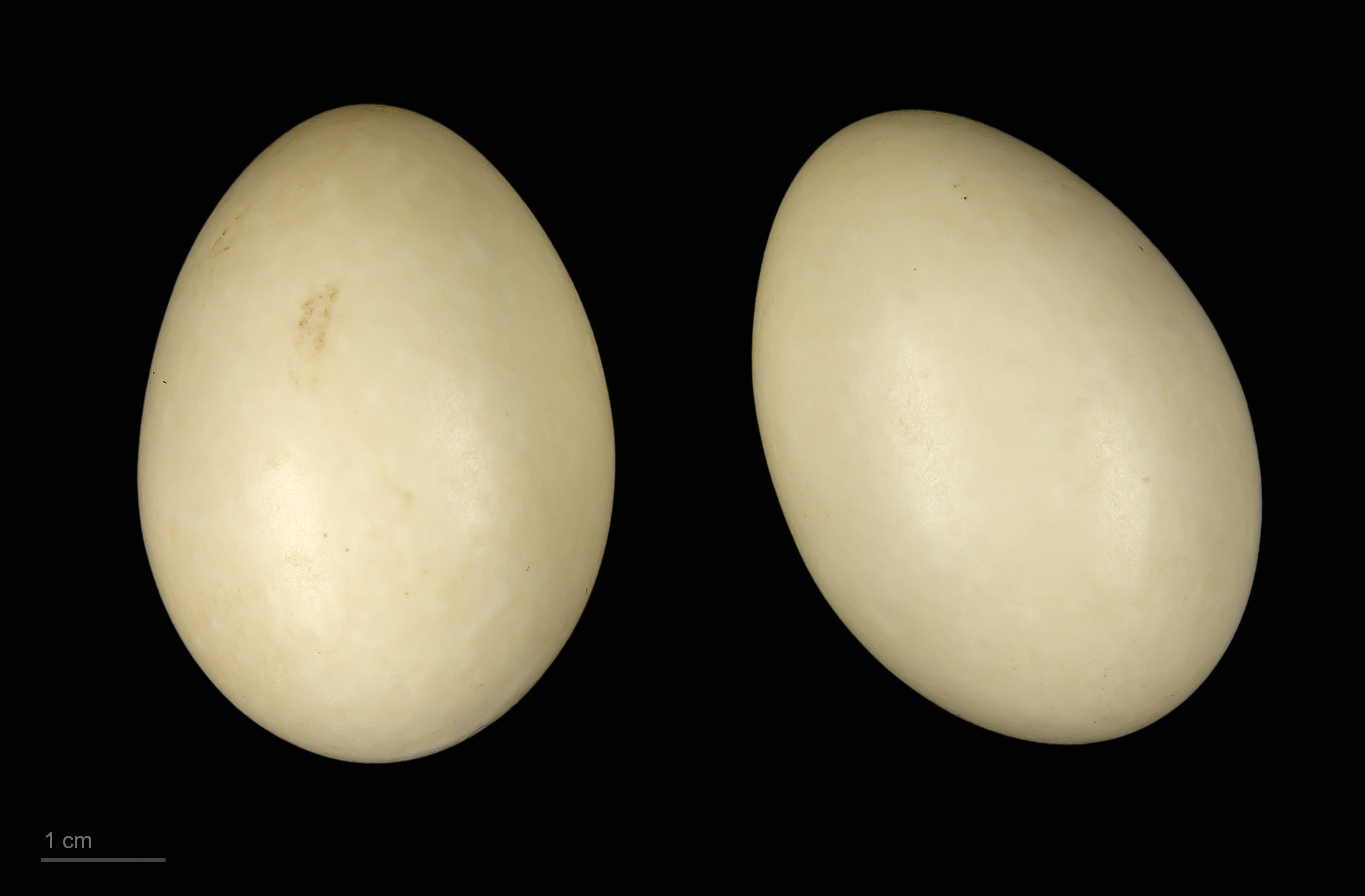
Amazonetta brasiliensis

Vịt Teal hoặc Vịt Brazil (tên khoa học Amazonetta brasiliensis) là một loài chim trong họ Vịt.
Chúng có thể được tìm thấy trên khắp miền đông Nam Mỹ, từ Uruguay, đến phía bắc và đông Argentina, Paraguay, trung tâm Venezuela, Brasil, đông bắc Peru, Suriname, Guyana, Guiana thuộc Pháp, phía đông Bolivia, và phía đông Colombia. Chúng ưa thích môi trường sống là nước ngọt tới bờ biển với thảm thực vật dày đặc gần đó. Có hai phân loài:
- A. brasiliensis brasiliensis, được tìm thấy ở Brasil, Suriname, Guyana, Guiana thuộc Pháp, trung tâm Venezuela, phía đông Colombia và miền bắc Peru.[2]
- A. brasiliensis ipecutiri, được tìm thấy ở Brasil, Bắc Argentina, phía đông Bolivia, Uruguay và Paraguay.[2]